# Здравоохранение в Сирии
Здравоохранение в Сирии находится на достаточно низком уровне в результате гражданской войны и связанных с ней последствий: отсутствие продовольственной безопасности для 60% населения, кризис сирийской экономики, девальвация национальной валюты, стремительный рост цен на товары первой необходимости, разрушение больниц, отсутствие необходимых запчастей для медицинского оборудования, нехватка лекарств и товаров медицинского назначения.

## Демография и здравоохранение

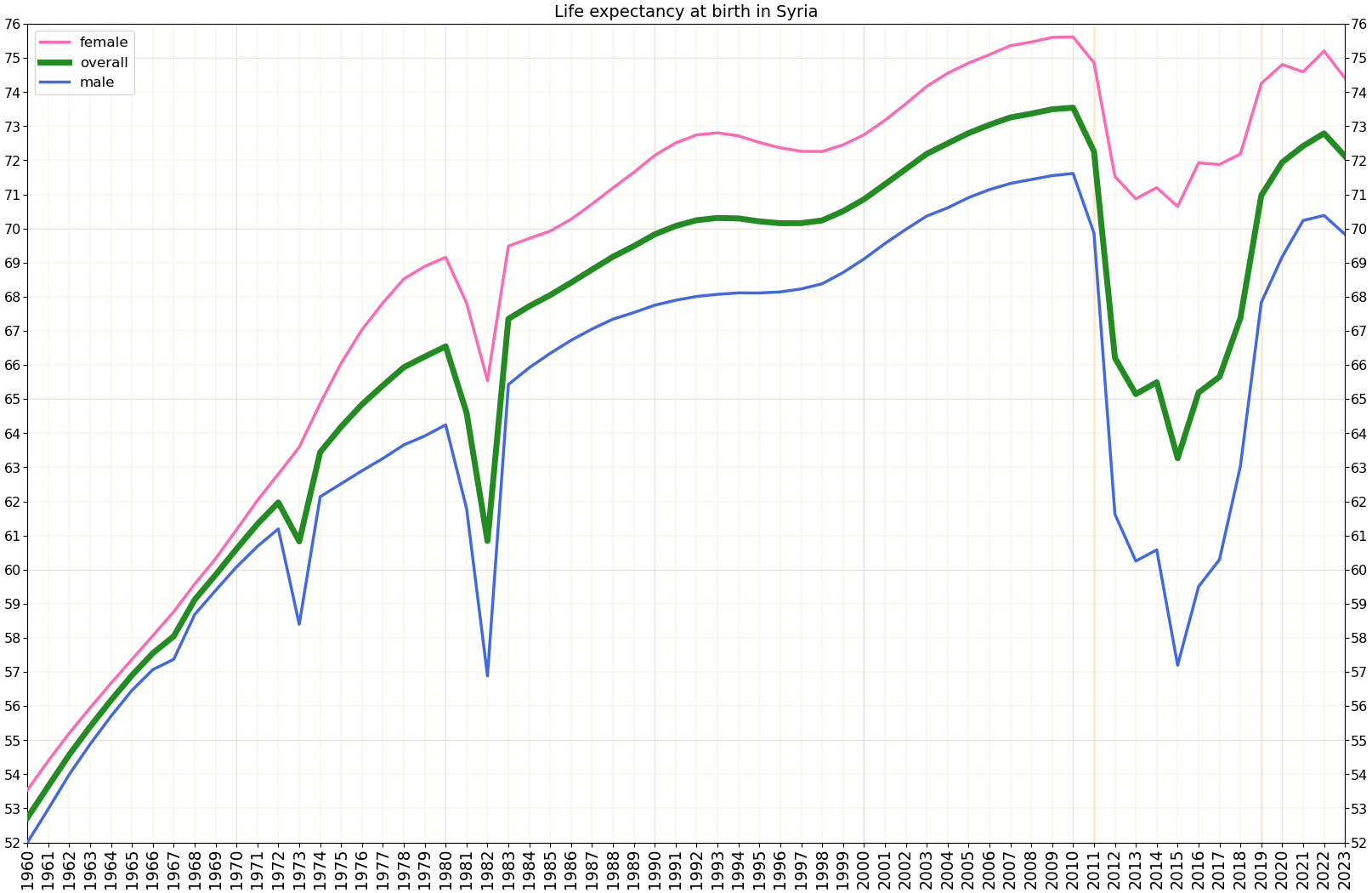
Ожидаемая продолжительность жизни в Сирии по данным Всемирного банка

Согласно переписи 2020 года население Сирии составило 17 500 657 человек, что на 18% меньше 2010 года (21 326 541 человек).

### Ожидаемая продолжительность жизни
В 2019 году средняя ожидаемая продолжительность жизни в Сирии составляла 72,2 года: 67,9 лет для мужчин и 78,1 лет для женщин. Для сравнения в 1960 году средняя ожидаемая продолжительность жизни в Сирии составляла около 52 лет. В 2025 году медианный возраст составлял 23,9 года. 
|              | Год    |        |        |        |        |        |        |        |
| 1960         | 1970   | 1980   | 1990   | 2000   | 2010   | 2015   | 2019   |        |
| Общая        | 51,971 | 58,814 | 65,774 | 70,553 | 73,110 | 72,108 | 69,908 | 72,697 |
| Среди женщин | 53,389 | 60,217 | 67,072 | 72,104 | 75,274 | 76,778 | 76,798 | 78,103 |
| Среди мужчин | 50,671 | 57,513 | 64,548 | 69,074 | 71,034 | 68,113 | 64,019 | 67,941 |

### Основные причины смертей и инвалидности

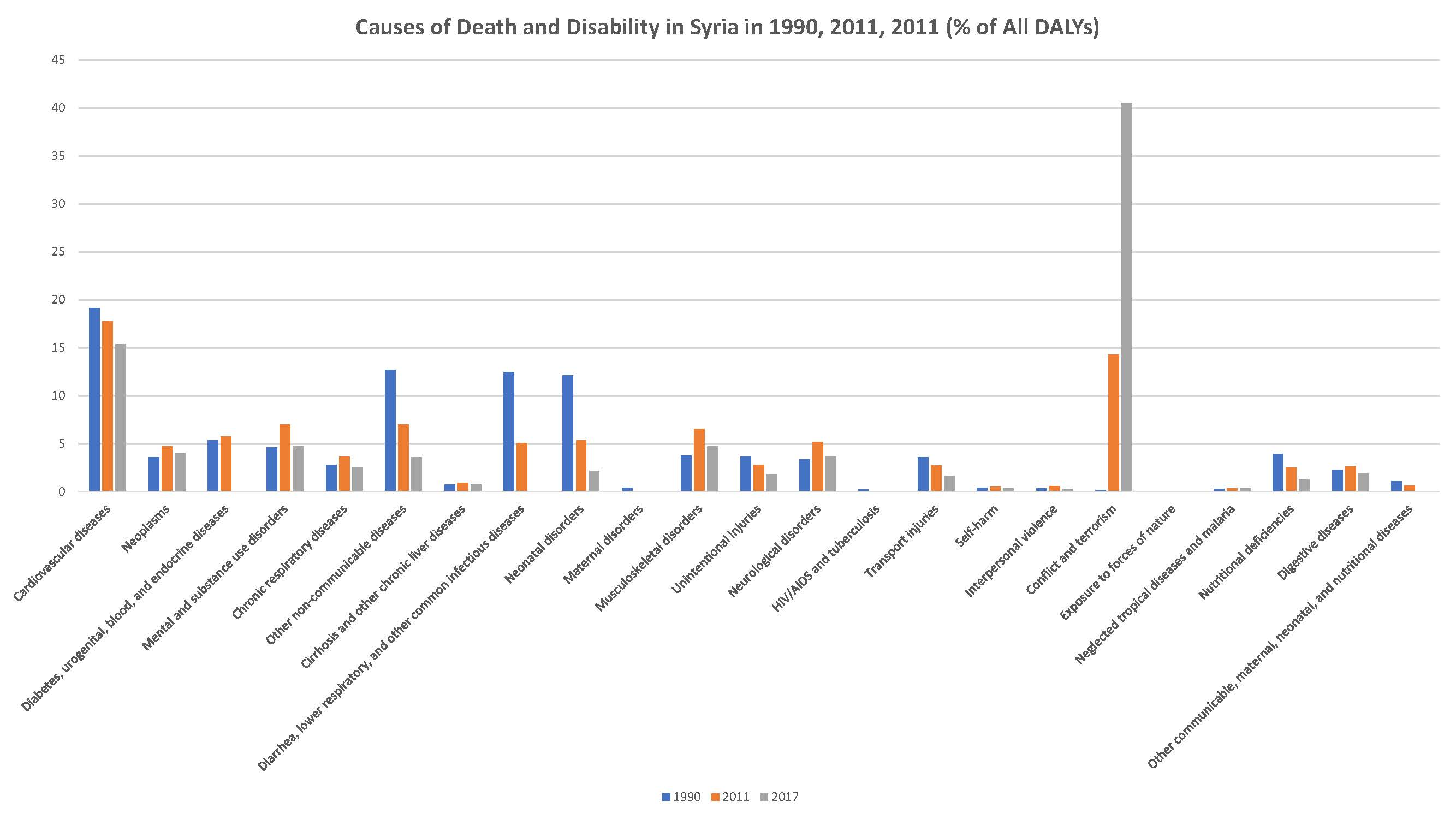
Основные причины смертности в Сирии

Заболевания сердечно-сосудистой системы являлись наиболее распространенными причинами смерти или инвалидности в Сирии до начала гражданской войны. В 2017 году наиболее частой причиной смерти являлись вооруженные конфликты и терроризм. Сирии удалось сократить долю "бремени болезни" в области материнской, детской смертности, инфекционных заболеваний и недостатка питания с 40% в 1990 году до примерно 17% в 2010. К 2017 году этот показатель снизился до 7%, но в основном за счет гражданской войны.

### Детская и материнская смертность

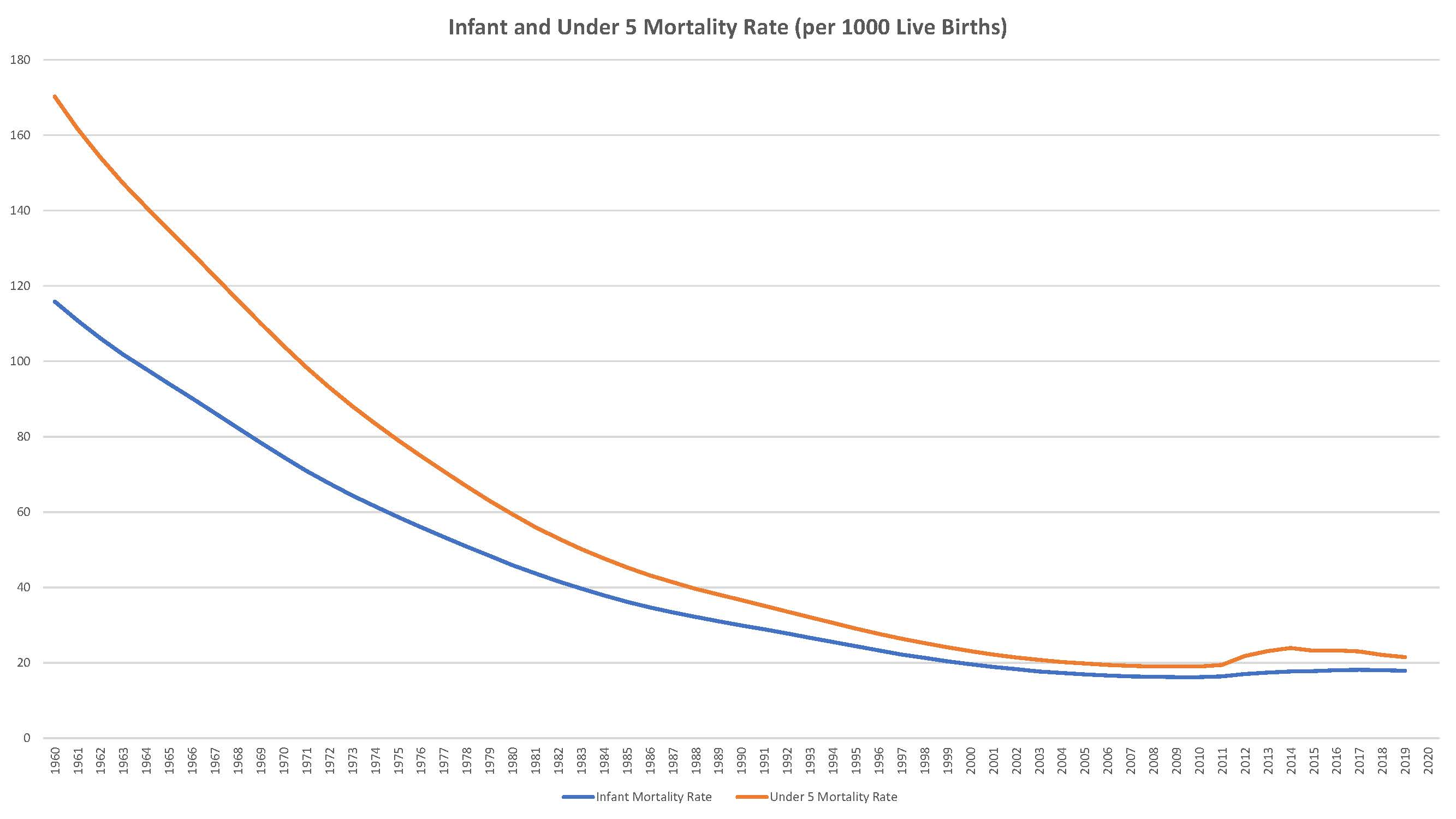
Динамика детской смертности в Сирии

#### Детская смертность
В 2019 году уровень детской смертности в Сирии составлял 17,8 случаев на 1000 рождений, что выше довоенного показателя, но ниже среднемирового в 28,2 случаев на 1000 рождений. Смертность детей в возрасте до 5 лет составляла 21,5, что также ниже среднемирового уровня в 37,7. В 2010 году доля новорожденных с низким весом составляла 10% от всех новорожденных.

#### Материнская смертность
Поскольку до войны подавляющее большинство родов (96,2%) протекало под наблюдением квалифицированного медицинского персонала, уровень материнской смертности в 2009 году составлял 26 смертей на 100 000 живорождений, тогда как среднемировой показатель был 257 смертей. Во время войны многие женщины не имели доступа к необходимой акушерской помощи, поэтому показатель значительно вырос, в 2017 году он составил 31 смерть на 100 000 живорождений.

## Ожирения
В 2017 году уровень распространенности ожирения среди взрослых в Сирии составлял 27,8, а в 2009 году 10% детей до 5 лет имели избыточный вес. В 2016 году Сирия занимала 35 место в мировом рейтинге ИМТ согласно данным ВОЗ о распространенности ожирения, опубликованном в 2017 году.

## Санитария
В 2015 году 95,7% населения имели доступ к санитарным коммуникациям, 90,1% населения – доступ к питьевой воде. Однако загрязнение воды представляет значительную проблему, так как в образцах воды из рек Куэйке и Эль-Аси находят тяжелые металлы, взвеси твердых веществ, легкоокисляющиеся органические загрязняющие вещества. В прибрежных районах в колодцах с питьевой водой повышен уровень нитратов и аммиака из-за загрязнения сточными водами, удобрениями, а также попаданием в грунтовые водоносные горизонты морской воды.

## Курение
Курение в Сирии становится всё более популярным, как правило в форме сигарет и кальянов. Общее потребление табака в 2017 году составило 600 млн долларов. В 2010 году 20% женщин и 60% мужчин являлись курящими, а пассивное курение достигало уровня 98%. Хотя курение, особенно курение кальяна, воспринимается как характерная особенность сирийской культуры, популярность оно обрело сравнительно недавно.
12 октября 2009 года указом президента было запрещено курение в кафе, кальянных, ресторанах и других общественных местах. Указ вступил в силу с 21 апреля 2010. Сирия была первой арабской страной, которая ввела подобный запрет. Также было запрещено курение в школах, университетах, медицинских центрах, на спортивных объектах, в кино и театрах, а также в общественном транспорте. Ограничения также касаются кальянов. Штрафы за курение могут достигать от 11 до 2169 долларов США.
Продажа табака лицам до 18 лет также запрещена.

## Система здравоохранения
Управлением системой здравоохранения в Сирии занимается Министерство здравоохранения Сирии. Система является децентрализованной, имеет три уровня: сельский, окружной и провинциальный (уровень мухафаз).
По данным ВОЗ, в 1990 году Сирия располагала 41 больницей общего профиля (из которых 33 были государственными и 8 частными), 152 специализированными больницами (16 государственных, 136 частных), 391  медицинским учреждением сельского уровня, 151 городским медицинским учреждением, 79 фельдшерскими пунктами, 49 специализированными учреждениями. Общее число коек составляло 13164 (77% из которых были государственными и 23% частными) или 11 коек на 10 000 жителей. Число государственных коек сокращалось с 1995 по 2001 год, в то время как численность населения за то же время возросла на 18%, однако открытие в 2002 году новых больниц привело к удвоению числа койко-мест.
По данным ВОЗ, в 1989 году в Сирии работали 10 114 врачей, 3362 стоматолога, 14 816 медсестер и акушерок. В 1995 году на 10 000 жителей приходилось 10,9 врачей, 5,6 стоматологов, 21,2 медсестры и акушерки. При этом для сирийской системы здравоохранения характерны значительные колебания доступности медицинской помощи по регионам, особенно велика разница между городами и сельской местностью. Число частных больниц и врачей возросло на 41% с 1995 по 2001 год в результате растущего спроса и увеличения благосостояния небольшой прослойки общества. Почти все частные учреждения расположены в крупных городах (Дамаск, Алеппо, Тартус, Латакия). Однако в результате войны и нескольких сотен атак на медицинские учреждения более половины работников здравоохранения покинули страну.

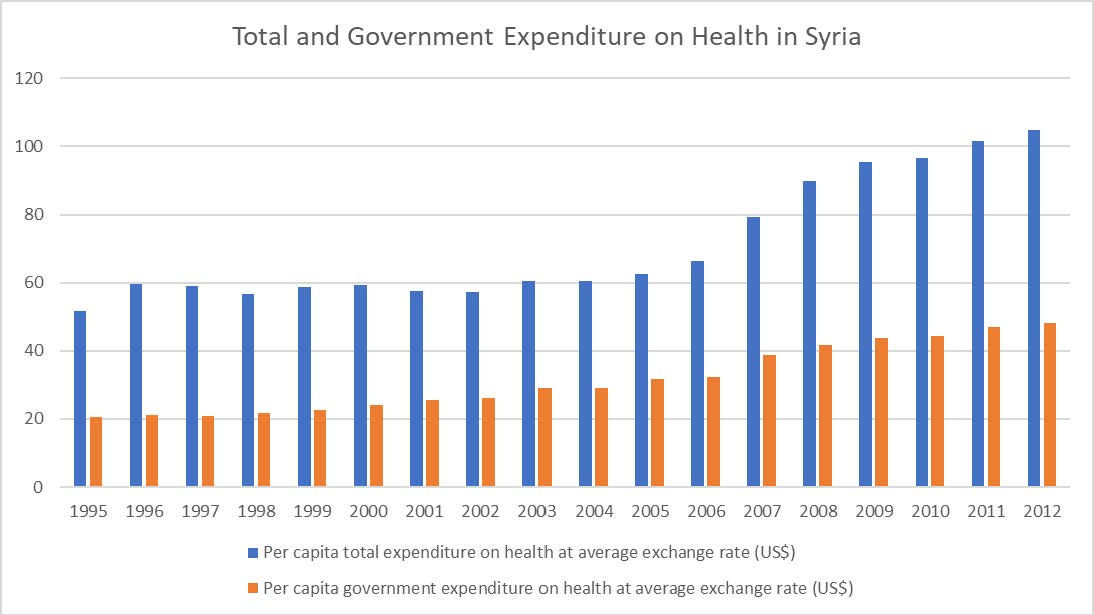
Расходы на здравоохранение в Сирии на душу населения

### Финансирование здравоохранения
Прямые частные платежи являются основным источником финансирования здравоохранения в Сирии. В 2008 году они составили 61% всех расходов на здравоохранение в пересчете на душу населения. Большинство этих денег направляется в частные медицинские учреждения. Несмотря на высокие показатели, общие расходы на здравоохранение в Сирии остаются одними из самых низких в регионе, уровень медицинского обслуживания в государственных медицинских центрах является низким, а также процветает коррупция. Также в стране отсутствует общая система медицинского страхования.